# Gemenefhonszbak
Gemenefhonszbak ókori egyiptomi uralkodó volt Taniszban, a XXV. dinasztiával egyidőben.
Életéről keveset tudni. Kenneth Kitchen szerint i. e. 700 és 680 közt uralkodott Taniszban, nem sokkal a XXII. dinasztia utolsó taniszi fáraója, IV. Oszorkon után, aki körülbelül i. e. 716-ig uralkodott. A Nílus-delta több más uralkodójához hasonlóan Gemenefhonszbak is királlyá kiáltotta ki magát, és teljes királyi titulatúrát vett fel. Utóda talán II. Pedubaszt volt.
Kevés helyen említik, ezek közül a legismertebbek egy hieratikus feliratú sztélé Héliopoliszból (ma a torinói Egyiptomi Múzeumban); ezen egy Ozirisz előtt fekvő idegent szúr át lándzsával. Miroslav Verner szerint egy ismeretlen eredetű szkarabeusz, melyen a Sepeszkaré név szerepel és Flinders Petrie az V. dinasztiabeli Sepszeszkarénak tulajdonította, talán valójában Gemenefhonszbaké.

## Név, titulatúra
A fáraók titulatúrájának magyarázatát és történetét lásd az Ötelemű titulatúra szócikkben.
| G5 |

| G5 |

| S29 | S34 | N19 |

| S29 | S34 | N19 |

| S29 | S34 | N19 |

| S29 | S34 | N19 |

| G5 |

| G5 |

| S29 | S34 | N19 |

| S29 | S34 | N19 |

| S29 | S34 | N19 |

| S29 | S34 | N19 |

| M23 | L2 |

| M23 | L2 |

| N5 | A50 | kA | N5 | D4 · n |

| N5 | A50 | kA | N5 | D4 · n |

| N5 | A50 | kA | N5 | D4 · n |

| N5 | A50 | kA | N5 | D4 · n |

| N5 | A50 | kA | N5 | D4 · n |

| N5 | A50 | kA | N5 | D4 · n |

| N5 | A50 | kA | N5 | D4 · n |

| N5 | A50 | kA | N5 | D4 · n |

| M23 | L2 |

| M23 | L2 |

| N5 | A50 | kA | N5 | D4 · n |

| N5 | A50 | kA | N5 | D4 · n |

| N5 | A50 | kA | N5 | D4 · n |

| N5 | A50 | kA | N5 | D4 · n |

| N5 | A50 | kA | N5 | D4 · n |

| N5 | A50 | kA | N5 | D4 · n |

| N5 | A50 | kA | N5 | D4 · n |

| N5 | A50 | kA | N5 | D4 · n |

| G39 | N5 | \| \| |
|     |    |       |

|  |

| G39 | N5 | \| \| |
|     |    |       |

|  |

| G28 | n · f | Aa1 · n | M23 | G29 · V31 |

| G28 | n · f | Aa1 · n | M23 | G29 · V31 |

| G28 | n · f | Aa1 · n | M23 | G29 · V31 |

| G28 | n · f | Aa1 · n | M23 | G29 · V31 |

| G28 | n · f | Aa1 · n | M23 | G29 · V31 |

| G28 | n · f | Aa1 · n | M23 | G29 · V31 |

| G28 | n · f | Aa1 · n | M23 | G29 · V31 |

| G28 | n · f | Aa1 · n | M23 | G29 · V31 |

| G39 | N5 | \| \| |
|     |    |       |

|  |

| G39 | N5 | \| \| |
|     |    |       |

|  |

| G28 | n · f | Aa1 · n | M23 | G29 · V31 |

| G28 | n · f | Aa1 · n | M23 | G29 · V31 |

| G28 | n · f | Aa1 · n | M23 | G29 · V31 |

| G28 | n · f | Aa1 · n | M23 | G29 · V31 |

| G28 | n · f | Aa1 · n | M23 | G29 · V31 |

| G28 | n · f | Aa1 · n | M23 | G29 · V31 |

| G28 | n · f | Aa1 · n | M23 | G29 · V31 |

| G28 | n · f | Aa1 · n | M23 | G29 · V31 |

## Fordítás
- Ez a szócikk részben vagy egészben  a   Gemenefkhonsbak című angol Wikipédia-szócikk ezen változatának fordításán alapul.  Az eredeti cikk szerkesztőit annak laptörténete sorolja fel. Ez a jelzés csupán a megfogalmazás eredetét és a szerzői jogokat jelzi, nem szolgál a cikkben szereplő információk forrásmegjelöléseként.